# Selva guineana oriental
La selva guineana oriental es una ecorregión de la ecozona afrotropical, definida por WWF, que se extiende entre el sureste de Costa de Marfil y el suroeste de Ghana, con pequeños enclaves en Togo y Benín.
Forma parte, junto con la selva guineana occidental de tierras bajas y la selva montana guineana, de la región denominada selva húmeda guineana, incluida en la lista Global 200.

## Descripción
Es una ecorregión de selva lluviosa con una extensión de 189.400 kilómetros cuadrados. El área principal de la ecorregión está limitada por el río Sassandra, en Costa de Marfil, al oeste, el golfo de Guinea al sur y el lago Volta, en Ghana, al este. Hacia el interior, la región se extiende hasta más de un centenar de kilómetros. Al oeste se encuentra la selva guineana occidental de tierras bajas y al norte y al este, el mosaico de selva y sabana de Guinea. Además, dentro de esta última región, en el corredor Togo-Dahomey, se encuentran varios enclaves de selva guineana oriental en los montes Togo, en el oeste de Togo, y en la cordillera del Atakora, en el noroeste de Benín, por encima de los 600 metros de altitud. En la costa hay algunos enclaves de manglar guineano.
Las diferencias con la selva guineana occidental de tierras bajas están muy marcadas sobre todo en las especies distintivas de anfibios, mariposas y plantas.
La región principal es una llanura ondulada que se eleva hasta 300 m s. n. m., salpicada de inselbergs, algunos de los cuales superan los 400 metros. Los montes Togo alcanzan los 1000 m s. n. m., mientras que la cordillera del Atakora no supera los 650.
Las temperaturas oscilan entre 22 y 34 °C cerca de la costa y entre 10 y 43 °C en el interior. Hay una estación seca, que dura entre cuatro y cinco meses, y una húmeda, con precipitaciones anuales de entre 1000 y 2500 mm, más intensas cerca de la costa.

## Fauna
La diversidad de primates es alta, aunque varias especies se encuentran amenazadas.
La ecorregión alberga pequeñas poblaciones aisladas de elefante de selva (Loxodonta ciclotys).
Los principales depredadores de la ecorregión son el leopardo (Panthera pardus', el gato dorado africano (Profelis aurata) y la civeta africana (Civettictis civetta), aunque los tres son raros.
La riqueza de aves es alta. Entre las especies destacadas cabe citar la pintada pechiblanca (Agelastes meleagrides), el oruguero occidental (Lobotos lobatus), el cálao caripardo (Bycanistes cylindricus), el mochuelo castaño (Glaucidium castaneum), el illadopsis alirrufo (Illadopsis rufescens), la prinia de Sierra Leona (Schistolais leontica), el estornino de cola cobriza (Lamprotornis cupreocauda), el apalis de Sharpe (Apalis sharpei), la prinia cabecinegra (Bathmocercus cerviniventris), el pavo calvo de Guinea (Picathartes gymnocephalus), el gladiador de Lagden (Malaconotus lagdeni) y el cárabo pescador rojizo (Scotopelia ussheri).
La herpetofauna está poco estudiada.

## Endemismos
Cuatro especies de mamíferos son endémicas de la ecorregión: tres roedores (Dephomys eburnea, Malacomys cansdalei y Leimacomys buettneri) y una musaraña (Crocidura wimmeri).
Hay una especie endémica de reptil y trece de anfibios, sobre todo ranas arbóreas de la familia Rhacophoridae.

## Estado de conservación
En peligro crítico. Grandes áreas de selva han sido taladas y transformadas en granjas y plantaciones. También están muy extendidas la caza y la tala, para combustible y para la exportación de maderas nobles, como la "teca africana" (Chlorophora) y las caobas de los géneros Khaya y Entandrophragma. Las áreas intactas están muy fragmentadas y aisladas.

## Protección
Menos del 1% de la ecorregión se encuentra protegida.